# Michal Jan Josef Brokoff
Michal Jan Josef Brokoff  (Klášterec nad Ohří, 1686. április 28. – Prága, 1721. szeptember 8.) német nemzetiségű cseh szobrász, Jan Brokoff fia.

## Származása
Cipszer családban született apja 1675-ben vándorolt ki a Szepességből Csehországba (MűvLex). Eleinte főleg Nyugat-Csehországban dolgozott, majd Prágában, az Óvárosban (Staré město) települt le. Ott vette feleségül Eliška Spinglert, önálló műhelyt alapított, és 1692-ben megkapta a polgárjogot. Négy gyermekük született, és közülük a két idősebb fiú, Michal és Ferdinand Maxmilián folytatta apjuk mesterségét.

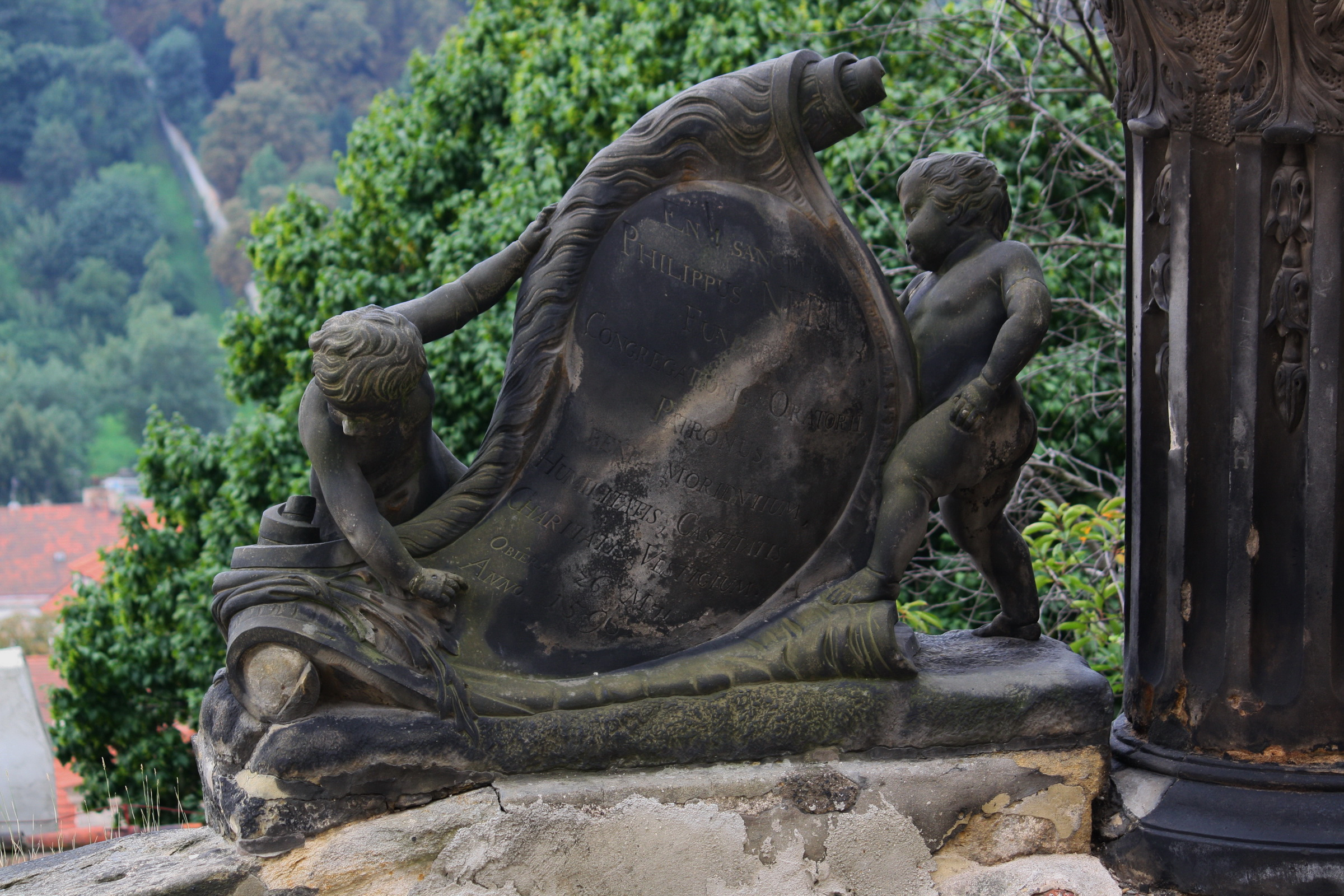
Néri Szent Fülöp emlékművének mellékalakjai

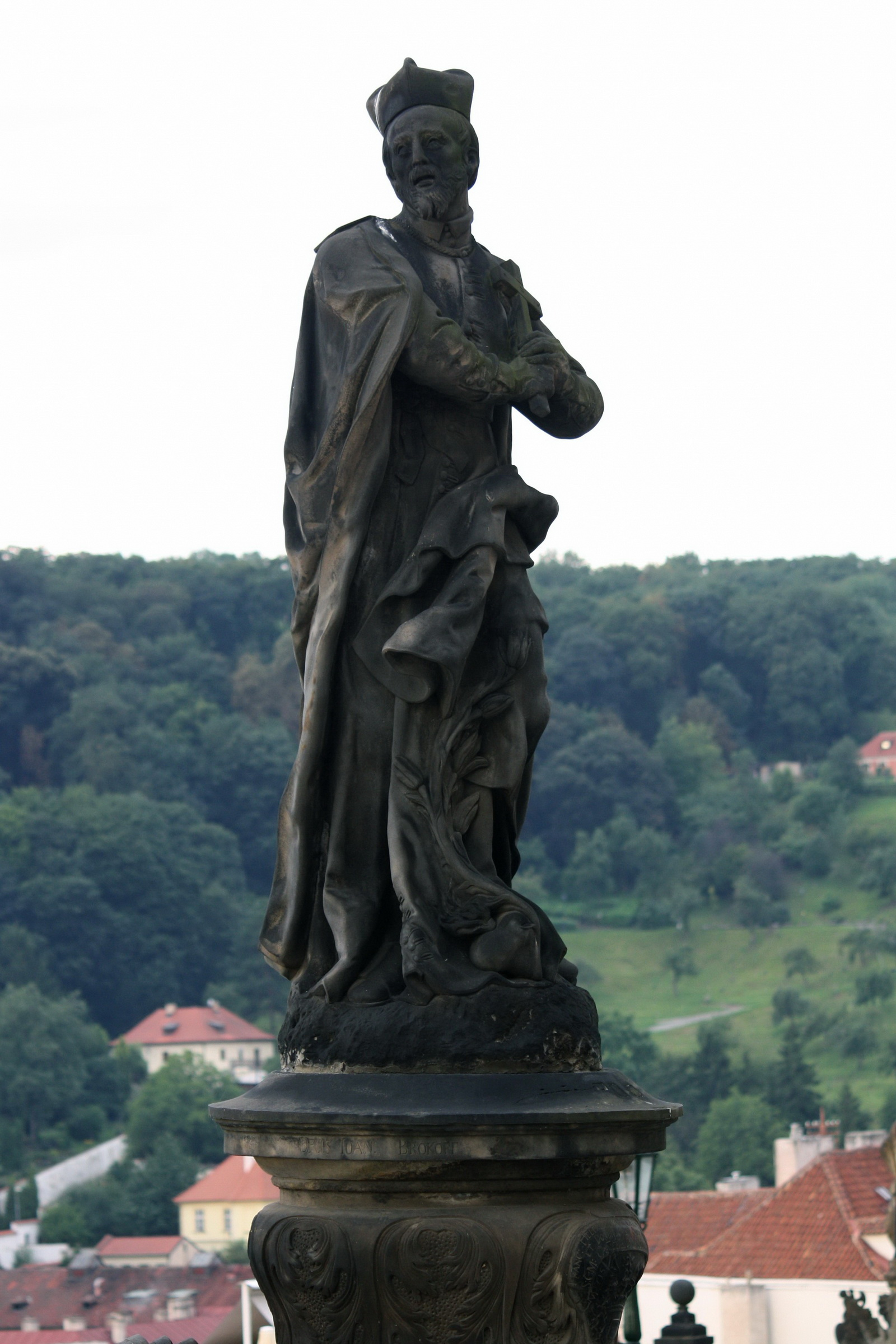
Néri Szent Fülöp

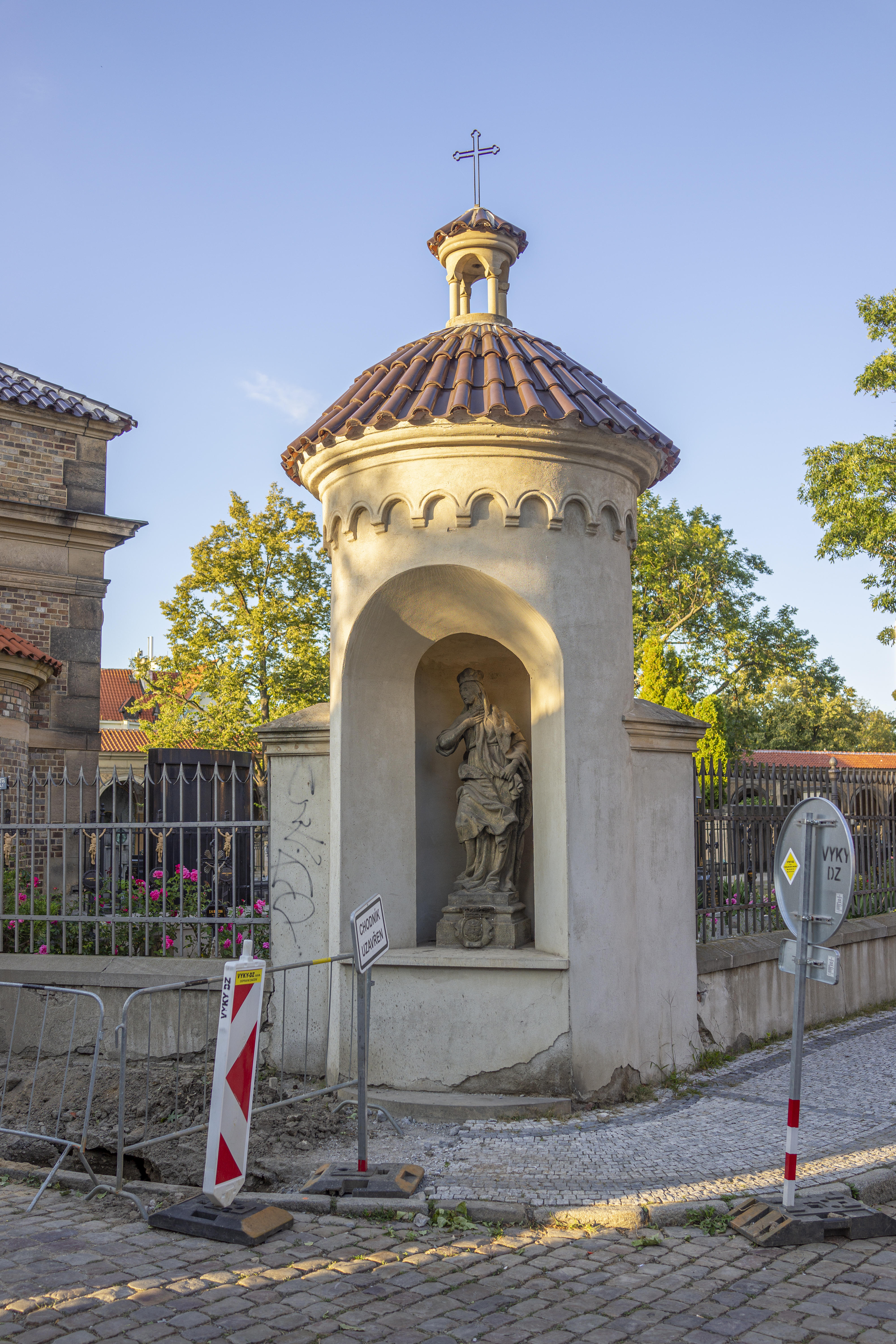
Szent Ludmilla szobra Vyšehradban

## Élete, munkássága
A mesterség biztos alapjait apja műhelyében tanulta ki, és pályája elején az ő segédjeként működött. Jellemzően homokkővel dolgozott; abból készült 1709 -ben korai korszakának legjelentősebb darabja, Prágai Szent Adalbert szobra a Károly hídon. Ennek munkálataiban valószínűleg közreműködött a műhely több tagja (így Ferdinánd öccse is), de a szobor döntően az ő műve. A homokkőből faragott szobrot megviselte az idő, ezért a 2010-es években másolatokkal helyettesítették őket. Az eredetit a Nemzeti Múzeum kőtárában helyezték el.
Érett korszakában a kortársak véleménye szerint műszaki kiválósága felülmúlta apja teljesítményét, de művészi színvonala nem érte el Ferdinand Maxmilián Brokoff ét. Apja halála (1718) után rövid időre átvette a családi műhely vezetését, majd továbbadta azt Ferdinand öccsének.
A műítészek úgy tartják, hogy alkotásai Ferdinandénál kevésbé körüljárhatóak. Szobrainak tartása kissé feszült, a kifejező erő jóformán az arckifejezésekben összpontosul.
Fontosabb munkái:
- szent Ludmilla szobra Vyšehradban,
- Szűz Mária Police nad Metujíban.

Prágában halt meg.